# Казачинский район
Каза́чинский район — административно-территориальная единица (район) и муниципальное образование (муниципальный район) в центральной части Красноярского края России.
Административный центр — село Казачинское. Казачинское активно расширяется на юг. Развивается социально-культурная инфраструктура. В центре села увеличивается активность крупных ритейлеров, построен один крупный магазин («Магнит»).

## География
Район находится в центральной части Красноярского края, в 160—230 км к северу от г. Красноярска и в 110—130 км от г. Енисейска. Площадь территории — 5755 км².
Расположен на обоих берегах реки Енисей, через район проходит трасса Р409 «Красноярск — Енисейск». Возле села Казачинского (233—240 км от Красноярска) находится один из самых труднопроходимых участков на Енисее — Казачинский порог.
Сопредельные территории:
- север: Енисейский и Мотыгинский районы Красноярского края;
- восток: Тасеевский район Красноярского края;
- юг: Большемуртинский район Красноярского края;
- запад: Пировский округ Красноярского края.

## История
Образован 4 апреля 1924 года.

## Население
| 2002    | 2009    | 2010    | 2011    | 2012    | 2013    |
| ------- | ------- | ------- | ------- | ------- | ------- |
| 12 732  | ↘11 297 | ↗11 430 | ↘11 358 | ↘10 994 | ↘10 680 |
| 2014    | 2015    | 2016    | 2017    | 2018    | 2019    |
| ↘10 288 | ↘10 187 | ↘10 022 | ↘9843   | ↘9643   | ↘9442   |

### Национальный состав
В основном русские, также проживают татары (9,6 %) и чуваши (9 % населения).

## Территориальное устройство
В рамках административно-территориального устройства район включает 13 административно-территориальных единиц — 13 сельсоветов.
В рамках муниципального устройства, в муниципальный район входят 13 муниципальных образований со статусом сельских поселений.
| №  | Сельское поселение        | Административный центр | Количество населённых пунктов | Население | Площадь, км2 |
| -- | ------------------------- | ---------------------- | ----------------------------- | --------- | ------------ |
| 1  | Александровский сельсовет | село Александровка     | 6                             | ↘289      | 113,16       |
| 2  | Вороковский сельсовет     | село Вороковка         | 4                             | ↘712      | 268,18       |
| 3  | Галанинский сельсовет     | село Галанино          | 2                             | ↘1301     | 14,25        |
| 4  | Дудовский сельсовет       | село Дудовка           | 2                             | ↘229      | 410,03       |
| 5  | Захаровский сельсовет     | село Захаровка         | 1                             | →57       | 17,84        |
| 6  | Казачинский сельсовет     | село Казачинское       | 4                             | ↘3567     | 342,98       |
| 7  | Мокрушинский сельсовет    | село Мокрушинское      | 2                             | ↘761      | 53,74        |
| 8  | Момотовский сельсовет     | село Момотово          | 2                             | ↘900      | 24,22        |
| 9  | Новотроицкий сельсовет    | село Новотроицкое      | 3                             | ↗198      | 165,37       |
| 10 | Отношенский сельсовет     | село Отношка           | 2                             | ↘431      | 103,32       |
| 11 | Пятковский сельсовет      | село Пятково           | 3                             | ↘321      | 45,65        |
| 12 | Рождественский сельсовет  | село Рождественское    | 4                             | ↘815      | 339,49       |
| 13 | Талажанский сельсовет     | село Талажанка         | 2                             | ↘262      | 92,57        |

До 2015 года в Казачинском районе было 14 сельсоветов и соответственно 14 сельских поселений. Законами Красноярского края от 05 ноября 2015 года N 9-3798 и от 3 июня 2015 года № 8-3422 был упразднён Курбатовский сельсовет и включён в Казачинский сельсовет.

### Населённые пункты
В Казачинском районе 37 населённых пунктов.
| №  | Населённый пункт | Тип     | Население | Муниципальное образование |
| -- | ---------------- | ------- | --------- | ------------------------- |
| 1  | Александровка    | село    | 86        | Александровский сельсовет |
| 2  | Березняки        | деревня | 51        | Рождественский сельсовет  |
| 3  | Бобровка         | деревня | 155       | Пятковский сельсовет      |
| 4  | Водорезово       | деревня | 25        | Рождественский сельсовет  |
| 5  | Вороковка        | село    | 429       | Вороковский сельсовет     |
| 6  | Гавань           | деревня | 13        | Казачинский сельсовет     |
| 7  | Галанино         | село    | 1417      | Галанинский сельсовет     |
| 8  | Гамурино         | деревня | ↗119      | Отношенский сельсовет     |
| 9  | Дементьевка      | деревня | 54        | Новотроицкий сельсовет    |
| 10 | Дудовка          | село    | 411       | Дудовский сельсовет       |
| 11 | Захаровка        | село    | →57       | Захаровский сельсовет     |
| 12 | Золотой Ключ     | деревня | 3         | Александровский сельсовет |
| 13 | Зырянка          | деревня | 9         | Казачинский сельсовет     |
| 14 | Казанка          | деревня | 240       | Александровский сельсовет |
| 15 | Казачинское      | село    | ↘3604     | Казачинский сельсовет     |
| 16 | Кемское          | деревня | 118       | Дудовский сельсовет       |
| 17 | Курбатово        | село    | 77        | Казачинский сельсовет     |
| 18 | Матвеевка        | деревня | 361       | Вороковский сельсовет     |
| 19 | Межталовка       | деревня | 0         | Александровский сельсовет |
| 20 | Мокрушинское     | село    | 787       | Мокрушинский сельсовет    |
| 21 | Момотово         | село    | 734       | Момотовский сельсовет     |
| 22 | Новотроицкое     | село    | 144       | Новотроицкий сельсовет    |
| 23 | Отношка          | село    | ↘422      | Отношенский сельсовет     |
| 24 | Пискуновка       | деревня | 309       | Момотовский сельсовет     |
| 25 | Подпорожье       | деревня | 27        | Мокрушинский сельсовет    |
| 26 | Порог            | деревня | 0         | Пятковский сельсовет      |
| 27 | Пятково          | село    | 231       | Пятковский сельсовет      |
| 28 | Рождественское   | село    | 548       | Рождественский сельсовет  |
| 29 | Самково          | деревня | 0         | Галанинский сельсовет     |
| 30 | Средняя Шилка    | деревня | 0         | Александровский сельсовет |
| 31 | Талажанка        | село    | 287       | Талажанский сельсовет     |
| 32 | Томиловка        | деревня | 6         | Вороковский сельсовет     |
| 33 | Челноки          | деревня | 308       | Рождественский сельсовет  |
| 34 | Чистополка       | деревня | 18        | Александровский сельсовет |
| 35 | Чумница          | деревня | 47        | Вороковский сельсовет     |
| 36 | Широково         | деревня | 34        | Новотроицкий сельсовет    |
| 37 | Щелкановка       | деревня | 30        | Талажанский сельсовет     |

Упразднённые населённые пункты:
- 1999 год — деревня Ледяшево Курбатовского сельсовета[24]

## Местное самоуправление
Казачинский районный Совет депутатов
Дата формирования: 13.09.2020. Срок полномочий: 5 лет
Председатель
- Парилов Александр Юрьевич

Глава Казачинского района
- Озерских Юрий Евгеньевич. Дата избрания: 27.07.2015. Срок полномочий: 5 лет

## Экономика
Экономика района специализирована на сельском хозяйстве и лесозаготовке.
Крупнейшие предприятия: сельхозартель колхоз «Искра», Казачинское районное потребительское общество, колхоз «Казачинский», АООТ «Холодок», Казачинский лесхоз.
Общий объем валового муниципального продукта по ППС (результирующий метод):
| 1 075 200 000,00 ₽ |

## Культура
Система культуры района: Районный Дом культуры; Детская школа искусств; Межпоселенческая центральная библиотека; детская библиотека; 19 поселенческих библиотек; Музейно-выставочный центр; 12 сельских Домов культуры; 12 сельских клубов, автоклуб.

## Образование
Система образования района: 10 дошкольных учреждений, 14 общеобразовательных (13 малокомплектных сельских школ), 1 школа-интернат, 3 учреждения дополнительного образования.
Муниципальные расходы на образование : 320 191 000,00 рублей, что составляет около 30 % от валового муниципального продукта по ППС (результирующий метод).

## Здравоохранение
Система здравоохранения района — районная больница, состоящая из: 1 поликлиники, 1 родильного дома, 1 станции скорой помощи, 22 фельдшерско-акушерских пунктов.